# Richard-Wagner-Platz
Il Richard-Wagner-Platz è una piazza di Berlino, nel quartiere di Charlottenburg.

## Storia
Nata come piazza del mercato (Marktplatz) della città di Charlottenburg, venne in seguito ribattezzata Wilhelmplatz e, dal 12 dicembre 1934, assunse il nome attuale in onore del compositore Richard Wagner.

## Trasporti
La piazza è servita dall'omonima stazione della metropolitana.